# Marginal (sjö i Antarktis)
Marginal är en sjö i Antarktis. Den ligger i Östantarktis. Nya Zeeland gör anspråk på området. Marginal ligger 71 meter över havet. Arean är 18,1 kvadratkilometer. Den sträcker sig 21,6 kilometer i nord-sydlig riktning, och 12,1 kilometer i öst-västlig riktning.